# CTCニュース 930ライフ
『CTCニュース 930ライフ』（シーティーシーニュース きゅうさんまるライフ）は、千葉テレビ放送（CTC）で放送された報道番組である。

## 概要
1994年4月4日に放送開始。「今日一日の"ちば"を幅広く、リアルタイムで!」をコンセプトに、県民の生活に密着した役立つ情報をきめ細かく、深く掘り下げた内容で、さらに県域メディアならではの視野で伝えるとしている。
2004年4月2日をもって放送終了。後番組は、同番組に加え、同日に放送終了した地域情報番組『JUST 9 Information』を統合した『NEWS C-master』が同年4月5日より放送開始した。

## 出演者
- 古沢真紀（フリーアナウンサー・元石川テレビ放送アナウンサー）